# Labienus (geslacht)
Labienus is een geslacht van kevers uit de familie van de Passalidae. De wetenschappelijke naam van het geslacht is voor het eerst geldig gepubliceerd in 1871 door Johann Jakob Kaup.
Deze kevers komen voor in Nieuw-Guinea en de Molukken.

## Soorten
- Labienus aberrans Hincks, 1938
- Labienus cavifrons Hincks, 1935
- Labienus cheesmanae Hincks, 1935
- Labienus compergus (Boisduval, 1835)
- Labienus crassus (Kaup, 1868)
- Labienus dohrni (Kuwert, 1891)
- Labienus elisae (Kuwert, 1898)
- Labienus gigas (Kaup, 1868)
- Labienus glaber (Gravely, 1913)
- Labienus glabriceps Doesburg, 1956
- Labienus gracilis Heller, 1910
- Labienus horrelli Hincks, 1932
- Labienus impar (Kuwert, 1898)
- Labienus inaequalis Gravely, 1918
- Labienus kjellanderi Endrodi, 1967
- Labienus moluccanus (Percheron, 1835)
- Labienus opalus Boucher, 1993
- Labienus protomocoeloides Hincks, 1933
- Labienus proximus Hincks, 1933
- Labienus ptox (Kaup, 1868)
- Labienus ptoxoides Gravely, 1918
- Labienus toxopeusi Doesburg, 1956
- Labienus trigonophorus (Zang, 1905)
- Labienus truncatus Hincks, 1938